# دوري كرة القدم الإسكتلندي 1920–21
دوري كرة القدم الإسكتلندي 1920–21 (بالإنجليزية: 1920–21 Scottish Football League)‏ هو موسم من دوري كرة القدم الإسكتلندي. أشرف على تنظيمه اتحاد إسكتلندا لكرة القدم، وفاز فيه نادي رينجرز.